# إكسورة قلبية
إكسورة قلبية (الاسم العلمي:Ixora cordata) هي نوع من النباتات يتبع جنس الإكسورة من الفصيلة الفوية.